# Brownea rosa-de-monte
Brownea rosa-de-monte là một loài thực vật có hoa trong họ Đậu. Loài này được Bergius miêu tả khoa học đầu tiên.